# Piotr Kruczkowski
Piotr Zygmunt Kruczkowski (ur. 10 kwietnia 1962 w Wałbrzychu) – polski polityk i samorządowiec, w latach 2002–2011 prezydent Wałbrzycha.

## Życiorys
W 1981 ukończył klasę o profilu matematyczno-informatycznym II Liceum Ogólnokształcące im. Hugona Kołłątaja. W 1987 uzyskał tytuł magistra inżyniera na wydziale Mechaniczno-Energetycznym Politechniki Wrocławskiej. W latach 1987–1992 pracował w Elektrociepłowni Victoria. Był zastępcą kierownika wydziału w Miejskim Zakładzie Energetyki Cieplnej. Przez kolejne dwa lata sprawował funkcję  specjalisty ds. inwestycji w Przedsiębiorstwie Energetyki Cieplnej. Od 1994 do 2002 pełnił mandat radnego Wałbrzycha oraz funkcję zastępcy przewodniczącego Komisji Funkcjonowania Miasta i Komisji Ochrony Środowiska. W 2001 objął stanowisko komisarza rządowego w Jedlinie-Zdroju. W tym samym roku wstąpił do Platformy Obywatelskiej, został członkiem władz krajowych, wojewódzkich, powiatowych i lokalnych tej partii. W 2002 został wybrany na prezydenta Wałbrzycha. W 2006 ponownie objął to stanowisko, wygrywając wybory w pierwszej turze. W 2010 wygrał w drugiej turze wyborów samorządowych, jednak na skutek protestów wyborczych Sąd Okręgowy w Świdnicy unieważnił tę turę głosowania. Ostatecznie Piotr Kruczkowski podał się do dymisji z zajmowanego urzędu, zaprzeczając, by miał jakikolwiek związek z procederem rzekomego tzw. kupowania głosów na jego rzecz. 23 maja 2011 rada miejska wygasiła jego mandat. W tym samym roku opuścił PO. Ciążyły na nim zarzuty przekroczenia uprawnień w latach 2007–2008, jednak w 2014 został uniewinniony przez sąd. W 2016 przystąpił do Dolnośląskiego Ruchu Samorządowego. W 2018 bez powodzenia kandydował do sejmiku województwa dolnośląskiego z listy KWW Z Dutkiewiczem dla Dolnego Śląska (należąc jednocześnie ponownie do PO).

## Nagrody i odznaczenia
Odznaczony m.in. brązowym medalem „Za zasługi dla Polskiego Ruchu Olimpijskiego” i Medalem Komisji Edukacji Narodowej.

## Życie prywatne
Żonaty, ma córkę i syna.